# Bullet for My Valentine
Bullet For My Valentine (в переводе с англ. — «Пуля для моей возлюбленной») — британская металкор-группа. Была сформирована в 1998 году в городе Бридженд под названием Jeff Killed John и состояла из Мэттью Така (вокал, ритм-гитара), Майкла Пэджета (соло-гитара), Ника Крэндли (бас-гитара) и Майкла Томаса (ударные). Первоначально её участники исполняли каверы на песни Metallica и Nirvana, параллельно занимаясь написанием собственного материала, по стилистике тяготевшего к ню-металу.
2003 год стал годом больших перемен касаемо названия, стиля и состава. В результате, название было сменено на нынешнее, произошла стилевая переориентация на мелодичный металкор с обширным использованием чистого вокала, а освободившееся место басиста занял Джейсон Джеймс. Вскоре крупный лейбл Roadrunner Records первым предложил группе контракт. Однако, после долгого рассмотрения всех его преимуществ и недостатков группа отказалась принять предложение. В итоге она подписала соглашение с Sony BMG, рассчитанное на издательство пяти полноформатных альбомов. По словам Мэттью, такое решение было продиктовано тем, что соглашение Sony предоставляло группе гораздо больше возможностей.
Дебютный альбом The Poison был выпущен 3 октября 2005 в Великобритании и 14 февраля 2006 года в США, в День святого Валентина, что отсылало к названию группы. Альбом занял 128-е место в рейтинге Billboard 200. На 6 февраля 2008 года продажи составили 375 000 экземпляров. Альбом получил статус золотого от Американской ассоциации звукозаписывающих компаний.
Второй альбом группы Scream Aim Fire вышел 29 января 2008 года в США и сразу попал на 4 место в Billboard 200, за первую неделю было продано 53 тысячи экземпляров.
В апреле 2010 года состоялся релиз третьего альбома Fever. Альбом дебютировал на 3-м месте в общем рейтинге Billboard 200, а также занял первую строчку в секциях «рок» и «альтернатива». Продажи превысили планку в 500 000 копий, 71 000 и 22 000 из которых было продано за первую неделю в США и Великобритании соответственно. Альбом получил статус «золотого» в Британии.
8 февраля 2013 года был выпущен четвёртый альбом Temper Temper, занявший 13 место в Billboard 200 с продажами 41 000 копий за первую неделю.
Релиз пятого альбома Venom состоялся 14 августа 2015 года. В рейтинге Billboard 200 альбом занял 8 место. В чарте он продержался 4 недели.
Шестой альбом Gravity был выпущен 29 июня 2018 года. В рейтинге Billboard 200 он занял 17 место и продержался 2 недели.
Седьмой одноимённый альбом Bullet For My Valentine вышел 5 ноября 2021 года.

## История

### Первый проект группы Jeff Killed John (1998—2002)
Прежде чем появилась группа под названием Bullet For My Valentine, у участников группы был другой проект — группа Jeff Killed John (Джефф убил Джона). JKJ была сформирована в 1998 году Мэттью Таком (ритм-гитара, вокал), Майклом Пэджетом (ведущая гитара), Ником Крэндли (бас-гитара) и Майклом Томасом (ударные, перкуссия). В 2002 году группа выпустила компакт-диск, который включал в себя две перепетые ими песни Nirvana и Metallica. Продюсером выступил Грэг Хайвер, а сам диск назывался You Play With Me. Финансирование взяла на себя компания Pynci, помогающая начинающим уэльским музыкантам. Позже группа была приглашена на BBC Radio 1 и сыграла в прямом эфире.
Участники Jeff Killed John хотели следовать традициям ню-метала, но не быть похожими на такие группы, как Korn и Limp Bizkit. Накануне перед записью альбома из группы ушёл басист Ник Крэндли, и его заменил Джейсон Джеймc. В то время ню-метал становился менее популярным, и группа решила изменить звучание, заодно сменив название на Bullet for My Valentine.
Сейчас из всех записей JKJ остались только 7 песен. Все являются концертными записями: «Bouncy Stuff», «Eye Spy», «Hostile», «Loud Live», «Nation To Nation», «Play With Me», «You». Песня «Eye Spy» в изменённом и более лирическом виде попала в первый альбом BFMV The Poison под названием «Hit the Floor». Также песня «Nation To Nation» была изменена и перезаписана под названием «Turn To Despair».

### Подписание контракта с лейблом (2002—2005)
В течение около десяти месяцев Bullet for My Valentine играли на различных концертах и пытались привлечь звукозаписывающие лейблы. Во время одного концерта в Лондоне Roadrunner Records заинтересовались группой и предложили ей контракт. Однако в итоге группа подписала контракт с другим лейблом. Это был Sony BMG. Позже солист BFMV Мэттью Так прокомментировал выбор лейбла Sony BMG так: «Мы подумали, что для нас будет открыто гораздо больше дверей с Sony BMG». EP был выпущен 15 ноября 2004 года в Великобритании. На диск вошли пять треков группы, продюсером которых выступил Колин Ричардсон. Второй EP Hand of Blood был выпущен 22 августа 2005 года лейблом Trustkill Records только в США и отличался от предыдущего диска добавлением лишь одной новой песни «4 Words (To Choke Upon)».

### The Poison(2005—2007)
Дебютный студийный альбом The Poison был выпущен 3 октября 2005 года в Великобритании и в День Святого Валентина 2006 года в США. Альбом попал на 128 место в Billboard 200 и достиг 11 места в чарте Top Independent Albums. Альбом получил статус золотого от Американской ассоциации звукозаписывающих компаний после продажи 500 000 экземпляров в США. К нему было выпущено 4 сингла: «4 Words (To Choke Upon)», «Suffocating Under Words of Sorrow (What Can I Do)», «All These Things I Hate (Revolve Around Me)», и «Tears Don’t Fall». После выхода альбома группа отправилась в мировое турне.
Выступление группы 28 января 2006 года в Брикстонской Академии было отснято и стало материалом для создания их первого DVD — The Poison: Live at Brixton.

### Scream Aim Fire(2008—2009)
Второй студийный альбом Bullet For My Valentine Scream Aim Fire был записан на Sonic Ranch Studios и спродюсирован Колином Ричардсоном (англ. Colin Richardson). Альбом был выпущен в США 29 января 2008 года. В первую неделю продаж было реализовано 53000 экземпляров, и он достиг четвёртой строчки в Billboard 200. К альбому были выпущены следующие синглы: «Scream Aim Fire», «Hearts Burst into Fire» и «Waking the Demon».
В поддержку нового альбома группа отправилась в турне по Северной Америке и Австралии весной 2008. Вместе с Atreyu, Blessthefall и Avenged Sevenfold Bullet for My Valentine участвовали в туре Taste of Chaos. Группе пришлось пропустить часть тура по Канаде, чтобы вернуться домой и поддержать дочь Джеймса, которая была в больнице. Они снова выступали летом 2008 в Северной Америке в туре No Fear с группами Bleeding Through, Cancer Bats и Black Tide. В декабре 2008 перевыпускается Scream Aim Fire с четырьмя новыми треками, которые были записаны во время студийных сессий, но с перезаписанными голосовыми дорожками.

### Fever(2010—2012)
Мэтт Так в марте 2009 сообщил Даниелу Марезу (англ. Daniel Marez) из Metal Hammer о том, что группа работает над написанием материала и записью нового альбома. В августе 2009 Bullet for My Valentine подтвердила, что выход нового альбома планируется на 2010 год. Летом 2009 группа находилась в турне по США, во время которого она участвовала в Мейхемском Фестивале (англ. Mayhem Festival) вместе с Killswitch Engage, Slayer, Marilyn Manson и Slipknot. Они так же появились в Великобритании на фестивале Sonisphere, где выступали на второй сцене. На обоих фестивалях группа исполнила новую песню без названия.
Bullet For My Valentine завершили запись своего третьего альбома, который вышел в начале 2010 года. Музыканты работали в студии под руководством продюсера Дона Гилмора, который сотрудничал с такими известными группами, как Linkin Park, Good Charlotte и Pearl Jam.
Новый альбом Bullet For My Valentine увидел свет 26 апреля в Великобритании и на следующий день в США. Он получил название Fever, что в переводе означает «жар», «лихорадка». На официальном сайте группы уже можно загрузить их первый сингл из нового альбома, получивший название Begging For Mercy. В начале марта вышел второй трек — Your Betrayal.
Сразу после выхода нового альбома группа отправилась в тур по США, а в начале лета посетила такие мировые известные фестивали, как Rock Am Ring & Rock Im Park, а также Donington Fest на их родине в Великобритании. Родной город группы — Бридженд — получил печальный статус «города самоубийц». Естественно, что четвёрка уэльских металлистов не могла обойти это известие стороной, и альбом, в целом, посвящён борьбе с наркотиками и самоубийствами. К тому же там, как сообщил фронтмен группы Мэтт Так, будет «хард-роковский» трек, под который можно будет потанцевать на танцполе.

### Temper Temper(2013—2014)
22 октября в прямом эфире на шоу Zane Low на радио BBC1 прозвучал трек Temper Temper из одноименного четвёртого альбома группы, выход которого был запланирован на 11 февраля 2013 года.
17 декабря стал доступен для прослушивания трек Riot.
Temper Temper, как и планировалось, вышел 11 февраля 2013 года.

### Venom(2015)
31 января 2015 года группа объявила о начале записи нового альбома. На официальной странице в Instagram каждый день будет размещаться одна фотография, связанная с процессом записи.
9 февраля на официальной странице в Facebook группа объявила об уходе Джейсона Джеймса из состава группы. Причины ухода неизвестны. Участники группы также заявили о том, что не собираются искать замену Джейсону до тех пор, «пока не настанет время», а в ближайшем времени сосредоточатся на записи альбома. 17 мая в эфире BBC Radio 1 был представлен новый трек No Way Out. Также был назван новый басист — им стал Джейми Матиас из Revoker.
24 июня был выпущен второй сингл — You Want a Battle? (Here’s a War).
16 июля был выпущен третий сингл — Army Of Noise
9 августа был выпущен четвёртый сингл — Playing God (бонус трек с лимитированной версии альбома)
13 августа был выпущен пятый сингл — Worthless
Дата выхода альбома — 14 августа 2015.

### Gravity(2016—2020)
6 ноября 2016 года был выпущен сингл — Don’t Need You
Также, группа неоднократно выражала желание приступить к написанию материала для нового альбома, после окончания Европейского Тура.
В декабре 2017 группа закончила запись нового альбома Gravity. Релиз ожидается 29 июня 2018 года. Как и в Venom, в названии альбома будет обыграна нумерация VI, означающая шестой альбом в истории группы.
1 апреля 2018 года был выпущен сингл — Over It, который также содержит отсылку к римской цифре VI. 

### Bullet For My Valentine(2021 — настоящее время)
18 июня 2021 года был выпущен сингл «Knives». 23 июля был выпущен второй сингл «Parasite». 10 сентября вышел третий сингл «Shatter». 1 октября состоялся релиз четвёртого сингла «Rainbow Veins».
Альбом вышел 5 ноября 2021 года. 8 Апреля 2022 года вышел сингл «Omen».

## Состав группы
Текущий состав
- Мэттью Так (англ. Matthew Tuck) — вокал, ритм/соло-гитара (1998 — н.в.), бас-гитара (в студии) (2008 — н.в.)
- Майкл Пэджет (англ. Michael Paget) — соло-гитара, бэк-вокал (1998 — н.в.)
- Джейми Матиас (англ. Jamie Mathias) — бас-гитара, бэк-вокал, вокал (live) (2015 — н.в.)
- Джейсон Боулд (англ. Jason Bowld) — ударные (2017 — н.в.)

Бывшие участники
- Ник Крэндл (англ. Nick Crandle) — бас-гитара (1998—2003)
- Джейсон Джеймс (англ. Jason James) — бас-гитара, бэк-вокал, вокал (live) (2003—2015)
- Майкл Томас (англ. Michael "Moose" Thomas) — ударные (1998—2016 (официально 2017))

Сессионные участники
- Джейсон Боулд (англ. Jason Bowld) — ударные (2016—2017)

## Дискография

### Студийные альбомы
- The Poison (2005)
- Scream Aim Fire (2008)
- Fever (2010)
- Temper Temper (2013)
- Venom (2015)
- Gravity (2018)
- Bullet for My Valentine (2021)